# Posadas (Spanien)
Posadas ist eine Gemeinde in der Provinz Córdoba in der südspanischen autonomen Gemeinschaft Andalusien. Posadas liegt 32 Kilometer westlich der Provinzhauptstadt Córdoba an der Landstraße A-431 nach Sevilla. Am südlichen Ortsrand verläuft der Fluss Guadalquivir, im Norden – nur wenige Hundert Meter vom Ortskern entfernt – beginnt das Mittelgebirge Sierra Morena. Nahegelegene Orte sind Almodovar del Rio im Osten, Palma del Rio im Westen, Hornachuelos im Nordwesten und Fuente Palmera im Süden.